# Unleash the Fury
Unleash the Fury es un álbum de estudio del guitarrista sueco Yngwie J. Malmsteen, lanzado en julio de 2005 por Spitfire Records. Una vez más, el encargado de aportar la voz fue Doogie White.

## Lista de canciones
Todas las canciones escritas y compuestas por Yngwie J. Malmsteen. 
| N.º | Título                                 | Duración |  |
| 1.  | «Locked & Loaded»                      | 3:46     |  |
| 2.  | «Revolution»                           | 4:17     |  |
| 3.  | «Cracking the Whip»                    | 3:50     |  |
| 4.  | «Winds of War (Invasion)»              | 5:05     |  |
| 5.  | «Crown of Thorns»                      | 4:24     |  |
| 6.  | «The Bogeyman»                         | 3:57     |  |
| 7.  | «Beauty and a Beast»                   | 3:18     |  |
| 8.  | «Fugue in G minor»                     | 1:01     |  |
| 9.  | «Cherokee Warrior»                     | 5:29     |  |
| 10. | «Guardian Angel»                       | 3:20     |  |
| 11. | «Let the Good Times Roll»              | 4:03     |  |
| 12. | «Revelation (Drinking with the Devil)» | 5:38     |  |
| 13. | «Magic and Mayhem»                     | 4:39     |  |
| 14. | «Exile»                                | 3:52     |  |
| 15. | «The Hunt»                             | 4:20     |  |
| 16. | «Russian Roulette»                     | 4:10     |  |
| 17. | «Unleash the Fury»                     | 5:42     |  |
| 18. | «Paraphrase»                           | 1:16     |  |

## Personal
- Yngwie J. Malmsteen – guitarra
- Doogie White – voz
- Joakim Svalberg – teclado
- Patrick Johansson – batería